# エーバーハルト・フォン・ダンケルマン

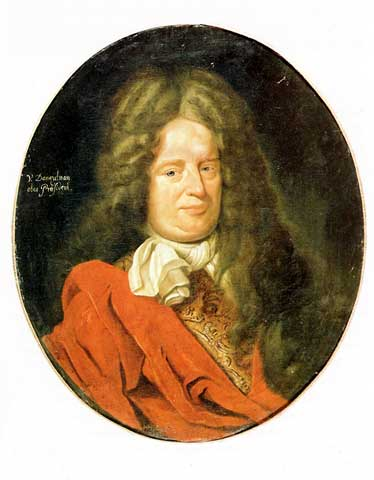
1690年頃画

エーバーハルト・フォン・ダンケルマン（ドイツ語: Eberhard Christoph Balthasar Freiherr von Danckelman、1643年11月23日 - 1722年3月31日）は17世紀から18世紀にかけてのブランデンブルク＝プロイセンの貴族、政治家。

## 生涯
市民層出身で、柔軟な思考を持った。ブランデンブルク選帝侯フリードリヒ・ヴィルヘルムに仕え、その後継者であるフリードリヒの教育にもあたった。
ハプスブルク家とブルボン家が争ったスペイン継承戦争に際し、オーストリアのハプスブルク家側に与し、「8000人の兵士の血」と引き換えに、プロイセンの王国への昇格を、神聖ローマ皇帝レオポルト1世に認めさせることに貢献した。